# Buddy Clark
Buddy Clark (26 de julio de 1912-1 de octubre de 1949) fue un popular cantante estadounidense de las décadas de 1930 y 1940.

## Biografía
Su verdadero nombre era Samuel Goldberg, y nació en Boston, Massachusetts, en el seno de una familia de origen judío. Debutó como cantante de big band en 1934, con  Benny Goodman en el programa radiofónico Let's Dance. En 1936 empezó a actuar en el show Your Hit Parade, permaneciendo en el mismo hasta 1938. Mediados los años treinta trabajó para Vocalion Records, consiguiendo el éxito con la canción Spring Is Here. No consiguió otro éxito hasta finales de los años cuarenta, aunque siguió grabando, actuando en el cine, y doblando la voz de otros actores.
En 1946 entró en Columbia Records, consiguiendo su mayor éxito con la canción "Linda", grabada en noviembre de ese año. "Linda" fue escrita especialmente dedicada a Linda McCartney, la hija de seis años de edad de un abogado especializado en el mundo del espectáculo llamado Lee Eastman, cuyo cliente, el compositor Jack Lawrence, escribió la canción a petición de Eastman.
En 1947 Clark también consiguió buenos resultados con canciones como How Are Things in Glocca Mora (del musical Finian's Rainbow), Peg O' My Heart, An Apple Blossom Wedding, y I'll Dance at Your Wedding. Al año siguiente tuvo otro éxito, Love Somebody (un dúo con Doris Day que vendió un millón de ejemplares y que alcanzó el nº 1 de las listas) además de otras nueve canciones que entraron en las listas. Estos buenos resultados tuvieron continuidad en 1949, con temas cantados en solitario o a dúo con Day y Dinah Shore. Un mes después de su muerte, su grabación del tema A Dreamer's Holiday también llegó a las listas de éxitos.
El 1 de octubre de 1949, en un momento en el que a sus 38 años de edad estaba alcanzando nuevas cimas de la popularidad (y teniendo prevista para la siguiente tarde su actuación semanal en el programa The Carnation Contented Hour), Clark y cinco amigos alquilaron un pequeño avión para acudir como espectadores a un partido de fútbol americano entre equipos de Stanford y Michigan. De vuelta a Los Ángeles, California, el aparato se quedó sin combustible, perdió altitud y se estrelló en Beverly Boulevard, en Los Ángeles. Clark no sobrevivió al accidente. Sus restos fueron enterrados en el Cementerio Forest Lawn Memorial Park de Glendale (California).
Buddy Clark recibió una estrella en el Paseo de la Fama de Hollywood, en el 6800 de Hollywood Boulevard, por su actividad discográfica.

## Canciones de éxito
- An Apple Blossom Wedding (1947)
- Baby, It's Cold Outside (1949) (Dúo con Dinah Shore)
- Ballerina (1948)
- Confess (1948) (Dúo con Doris Day, cara B de Love Somebody, Columbia 38174; también éxito con Patti Page)
- Don't You Love Me Anymore (1947)
- A Dreamer's Holiday (1949) (éxito mayor con Perry Como)
- How Are Things in Glocca Morra? (1947) (mayor éxito con Dick Haymes)
- I'll Dance at Your Wedding (1947) (Cara B de These Things Money Can't Buy)
- I Love You So Much It Hurts (1949)
- It's a Big Wide Wonderful World (1949)
- Linda (1947)
- Love Somebody (1948) (Dúo con Doris Day)
- Matinee (1948)
- May I Have the Next Romance? (1936)
- My Darling, My Darling (1948) (Dúo con Doris Day)
- Now Is the Hour (1948) (mayor éxito con Bing Crosby y Gracie Fields)
- Peg O' My Heart (1947) (mayor éxito con Jerry Murad y los Harmonicats)
- Powder Your Face with Sunshine (1949) (Dúo con Doris Day)
- The Rhythm of the Rhumba (Dúo con Joe Host y la orquesta de Lud Gluskin) (1936)
- Serenade (1948)
- She Shall Have Music (1936)
- Spring Is Here (1938)
- Take My Heart (1936) (cara B de These Foolish Things)
- These Foolish Things (1936)
- These Things Money Can't Buy (1947) (cara B de I'll Dance at Your Wedding)
- The Treasure of Sierra Madre (1948)
- Until Today (1936)
- Where the Apple Blossoms Fall (1948)
- You Are Never Away (1948)